# Augustovský prales
Augustovský prales (polsky Puszcza Augustowska, litevsky Augustavo giria, bělorusky Аўгустоўская пушча) je zalesněná oblast o rozloze 1600 km², pojmenovaná podle města Augustov ležícího na jejím západním okraji. Rozkládá se na území Polska (1140 km²), Litvy (270 km²) a Běloruska (190 km²). Krajina je plochá v důsledku würmského zalednění, s četnými písečnými dunami. Pokrývá ji původní středoevropský prales tvořený z více než 70 % borovicí lesní, dále zde roste smrk ztepilý, bříza bělokorá a olše lepkavá. Klima je drsné, kontinentální: průměrné letní teploty dosahují 17,3 °C a zimní –5,6 °C, sněhová pokrývka se drží okolo sta dní. Hlavními řekami v oblasti jsou Rospuda a Czarna Hańcza, nachází se zde množství jezer, z nichž nejvýznamnější jsou Wigry, Sajno, Necko a Kalejty. V 19. století byl přes les vybudován Augustovský průplav.
V pralese se nachází množství rašelinišť, v podrostu se udržely glaciální relikty jako vlochyně bahenní nebo bříza nízká. V pralese žije okolo dvou tisíc živočišných druhů, z toho 297 druhů obratlovců, např. vlk obecný, rys ostrovid, psík mývalovitý, los evropský, jelen lesní, jezevec lesní, bobr evropský, včelojed lesní, orlík krátkoprstý, čáp černý, tetřev hlušec, žluna šedá i vzácné druhy motýlů (žluťásek borůvkový, modrásek černoskvrnný, ohniváček rdesnový, perleťovec mokřadní a okáč hnědý). Za zástupců původní fauny byl vyhuben zubr evropský a pratur.
Ve středověku oblast obývali Jotvingové, po jejich vyhlazení se prales stal honitbou polských králů. Využíval se i ekonomicky: těžba dřeva, výroba dřevěného uhlí, těžba goethitu, včelařství. Místo bylo bojištěm za lednového povstání, první světové války i druhé světové války, kdy v okolí vesnice Szczebra Němci zavraždili okolo osmi tisíc lidí, převážně Židů. O historii kraje svědčí Święte Miejsce, původní pohanské obětiště s kapličkou a hřbitovem. V roce 1988 byl v severozápadní části pralesa vyhlášen národní park Wigry, významnými přírodními rezervacemi jsou také Kuriańskie Bagno a Kozi Rynek. Přes lokalitu Powstańce vede cyklostezka.